# ECPG
ECPG est un outil permettant d'inclure des commandes SQL dans un source C. Il s'agit en fait d'un précompilateur : le source ECPG est traduit en source C avec des appels aux bibliothèques PostgreSQL. Voici en détail la procédure de compilation :
- le fichier source porte l'extension « pgc » ;
- le source « mon_fichier.pgc » est passé au précompilateur ECPG, ce qui va créer le fichier source en C « mon_fichier.c » ;
- le fichier « mon_fichier.c » est passé au compilateur C ce qui va créer le fichier objet « mon_fichier.o » ;
- le fichier objet « mon_fichier.o » est lié aux bibliothèques PostgreSQL avec l'éditeur de liens, afin de créer l'exécutable final.